# 富士山河口湖音楽祭
富士山河口湖音楽祭（ふじさんかわぐちこおんがくさい）は河口湖や河口湖ステラシアターなど、富士河口湖町を中心とした地域で毎年7・8月に開かれる音楽祭である。

## 概要
河口湖ステラシアター内の実行委員会が毎年企画・運営し、指揮者の佐渡裕が監修している。2002年8月に第1回が開かれて以来、毎年行われている音楽祭である。
富士河口湖町によると2010年の音楽祭では約1万6000人が参加したとされるほどのイベントである。富士河口湖町の夏の恒例行事とも言われ、町の施政方針で「当町のシンボル的なイベントとして定着した」と表現されたこともある。河口湖ステラシアターや河口湖円形ホールなどのコンサート会場以外でも演奏が行われる。河口湖ショッピングセンター ベルや河口湖美術館、河口湖駅前、さらにはふじてんスノーリゾートや富士山の五合目でもコンサートが開かれたことがある。

## 内容
内容は年によって異なるものの、合唱や吹奏楽、マーチングや佐渡裕による音楽教室
兵庫県立芸術文化センターのスーパーキッズオーケストラによるコンサート、ヴァイオリンのリサイタルなどは毎年行われている。合唱で歌われた曲として主なものを上げると、第7回にはベートーベンの交響曲第9番が歌われた。第10回にはオルフのカルミナ・ブラーナの全曲がシエナ・ウインド・オーケストラの演奏とともに歌われた。吹奏楽はシエナ・ウインド・オーケストラや山梨県内の中学生による特別バンドの演奏とその公開練習、全日本吹奏楽コンクールに出場経験の多い高校（習志野市立習志野高等学校など）の演奏などがある。
佐渡裕のコンサートではアンコールに星条旗よ永遠なれを演奏するのが定番になっている。これは富士山河口湖音楽祭でも同様であり、公式サイトには「好きな楽器を持って、楽器がなければ音が鳴るものを持って」星条旗よ永遠なれを演奏するよう書いてある